# St. Johann Nepomuk (Winkl)
St. Johann Nepomuk ist eine denkmalgeschützte römisch-katholische Pfarrkirche in der Gnotschaft bzw. im Gemeindeteil Winkl von Bischofswiesen. Sie wurde von 1961 bis 1963 errichtet und gehört zur Pfarrei St. Johann Nepomuk Winkl, die Teil des Pfarrverbands Stiftsland Berchtesgaden im Erzbistum München und Freising ist.

## Geschichte
Die Gnotschaft Winkl umfasste jahrhundertelang nur wenige bäuerliche Anwesen. Deren Bewohner hatten sich einer benachbarten Kirchengemeinde im österreichischen Großgmain angeschlossen, bis ihnen (erst) 1926 die Fertigstellung der Pfarrkirche Herz Jesu in Strub eine näher liegende Möglichkeit zum Kirchgang ermöglichte. Im Pflanzgarten Winkl hatte während der Kriegsjahre die „Organisation Todt“ Baracken für Arbeitslager erstellt, deren Insassen zum Bau von Stollen und Bunkeranlagen im Berg gegenüber der heutigen Bundesstraße gezwungen wurden. Nach Ende des Zweiten Weltkriegs wurden mehr noch als in Strub Flüchtlinge bzw. Heimatvertriebene in Winkl untergebracht. So ließ die amerikanische Besatzungsmacht ab 1946 den Großteil der ins Berchtesgadener Land verwiesenen Heimatvertriebenen in die Baracken von Winkl umsiedeln, so dass bis 1949 zeitweise über 2000 Vertriebene in dem ehemaligen Arbeitslager wohnten. Kaplan Walther Gruber, der die Heimatvertriebenen zuvor bereits in den Lagern in Dürreck in Schönau am Königssee, Antenberg in Obersalzberg, Anzenbach, Oberau und Strub besucht hatte, hielt, wann und wo immer möglich, Gottesdienste in einer der Winkler Baracken ab. Doch für die selbst noch vergleichsweise junge Pfarrei Herz Jesu Bischofswiesen stellte dieser Zuwachs an zu betreuenden Gemeindemitgliedern eine immer größere Überforderung dar. Somit wurde die Gründung einer eigenen Kirchengemeinde für diesen Seelsorgebereich immer dringlicher.
Nachdem der Regierungsbaurat Clemens Böhm aus Bad Reichenhall die Pläne für den Kirchenbau gefertigt hatte, erfolgte dessen Grundsteinlegung am 23. Juli 1961. Doch schon kurz darauf kam es zu einer Verzögerung des Baus, die mit der Liturgiereform des Zweiten Vatikanischen Konzils zusammenhing, wonach künftig für einen Kirchenbau kein Hochaltar mehr vorgeschrieben war. Daraufhin veränderte man die Pläne für den Apsisbereich und rückte einen großen Altar von dem Berchtesgadener Künstler Hans Richter in dessen Zentrum. Den Abschluss der Apsis bildete nunmehr ein von Ludwig Demeter aus Bad Reichenhall geschaffenes 13 Meter hohes Fensterbild. Am 14. Juli 1963 weihte Weihbischof Johannes Neuhäusler die Winkler Kirche unter dem Patrozinium von Johannes Nepomuk ein, der wie die meisten Vertriebenen aus Böhmen stammte und als Brückenheiliger eine Brücke von der alten zur neuen Heimat bilden sollte.
Wenig später folgten am 1. März 1964 die Errichtung einer Pfarrkuratie und schließlich am 1. Juni 1967 die Erhebung zur Pfarrei St. Johann Nepomuk Winkl.

## Ausstattung

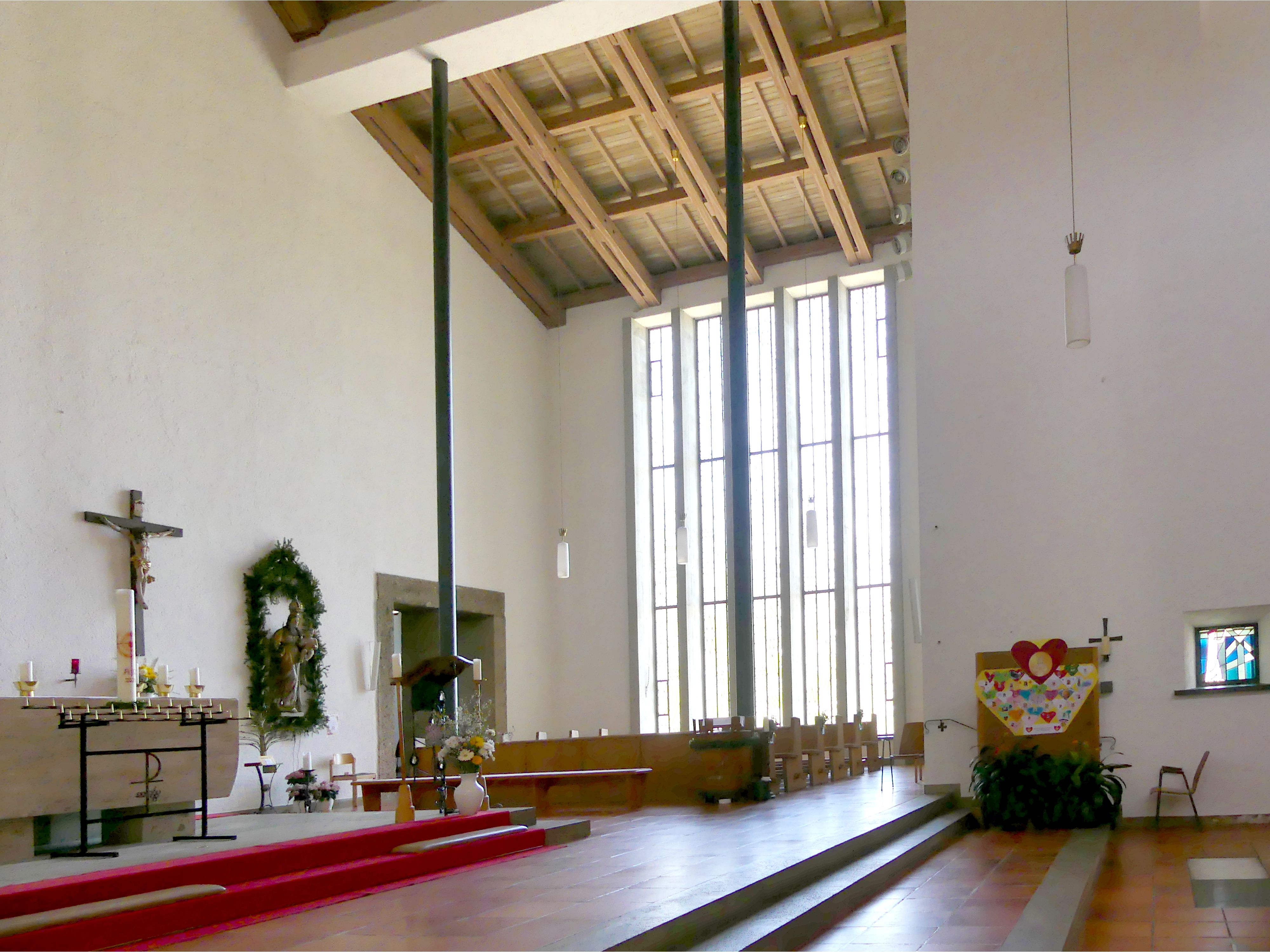
Seitenschiff rechts neben dem Altarraum
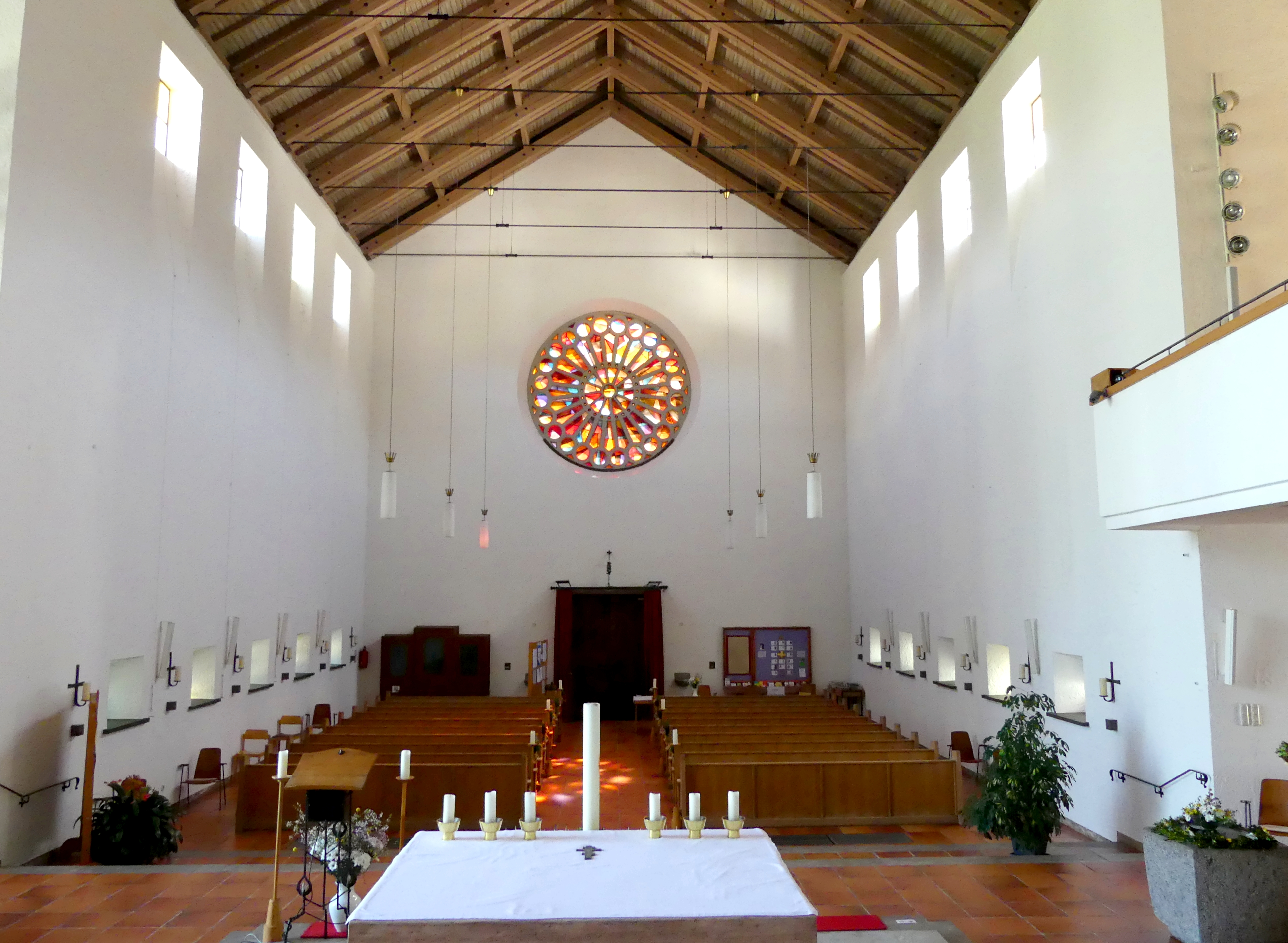
Blick vom Altar zum Ausgang

## Pfarrei / Pfarrverband
Die Pfarrei St. Johann Nepomuk mit ihrer Pfarrkirche St. Johann Nepomuk bildete ab 2000 zusammen mit der Pfarrei Herz Jesu Bischofswiesen und der Pfarrei Sankt Michael Strub den Pfarrverband Bischofswiesen. Dieser Pfarrverband ging ab dem 1. Juni 2019 über in den Pfarrverband Stiftsland Berchtesgaden, der seither die römisch-katholischen Pfarreien von drei der fünf politischen Gemeinden des Berchtesgadener Landes umfasst. (Allerdings wird die Pfarrei Herz Jesu Bischofswiesen (Stand: Mai 2023) noch immer nicht unter stiftsland.de auf der Webseite „Pfarrverband“ stellvertretend für den ehemaligen Pfarrverband Bischofswiesen angezeigt, zudem weist eine Webseite des Erzbistums nach wie vor den Pfarrverband Bischofswiesen mit Verweis auf die Katholische Pfarrkirchenstiftung Herz Jesu Bischofswiesen als zuständige Verwaltung der ihm bislang zugehörigen Kirchengemeinden aus.)